# Mircea Zara
Mircea Zara (n. 19 septembrie 1965, București) este un prezentator TV român. Fostul vj de la MTV, este actualmente prezentatorul emisiunii Clubzone de la Music Channel. La sugestia lui și a Loredanei Groza, cântăreața transgender Naomi Moldovan și-a schimbat numele, după fotomodelul Naomi Campbell. Prezentatorul a fost cercetat penal de către Direcția Națională Anti-corupție pentru luare de mită. În "Top 10 persoane publice gay din România" întocmit de organizația română pentru drepturile omului Be An Angel România (BAAR) Mircea Zara se clasează pe locul 6 din 10 fiind devansat de Neculai Constantin Munteanu, Dragoș Bucurenci și alții.

## Viața personală
A declarat public că este homosexual.